# Príbovce
Príbovce (Hongaars: Pribóc) is een Slowaakse gemeente in de regio Žilina, en maakt deel uit van het district Martin.
Príbovce telt 1.084 inwoners.